# Schouwerzijl
Schouwerzijl (Gronings: Schouwerziel) is een dorp in de gemeente Het Hogeland in de Nederlandse provincie Groningen. Het dorp telde in 2023 volgens het CBS 90 inwoners. Het dorp heeft een aanlegsteiger voor vaarrecreanten op het Reitdiep.

## Geschiedenis
Het dorp is genoemd naar de zijl (spuisluis) in de Kromme Raken en de nabijgelegen wierde Schouwen. Rond de sluis is een dorp ontstaan, terwijl op de wierde waarnaar het dorp is genoemd slechts een enkele boerderij is overgebleven. Deze boerderij wordt vanouds Vledderbosch genoemd; oorspronkelijk bevond zich hier een voorwerk van het Oldeklooster te Kloosterburen.

### Zijl en zijlvest
Het Schouwerzijlvest is vermoedelijk in het begin van de 13e eeuw ontstaan door het afdammen van de Hunze, die eerder voorbij Pieterburen in de zee stroomde. Dit was pas mogelijk nadat dat de rivier via het Reitdiep een directe verbinding met de Lauwerszee had gekregen. Om het water uit de nieuwe polder te kunnen afvoeren, bouwde men een nieuwe sluis. Dit was zoals toen gebruikelijk een overdekte houten sluis. Het initiatief daartoe werd vermoedelijk genomen door de monniken van Oldeklooster, samen met de Abdij van Aduard, die aan de overkant van de Hunze te Schilligeham en Lutkehuizen twee voorwerken met omvangrijk landbezit had. Het huidige dorp Schouwerzijl ontstond dan ook op het terrein dat aan de Abdij van Aduard toebehoorde. Oldeklooster had een voorwerk  op de wierde van Schouwen.  Direct achter de noordelijke afsluitingsdijk werd in 1204 het Nijenklooster gebouwd, waarheen de monniken verhuisden; de nonnen bleven achter in Kloosterburen.
De sluis van Schouwerzijl wordt voor het eerst genoemd in 1371 als acqueductui in Schuwum (Schouwen). Dit is een meervoudsvorm van 'schouw, vaartuig, voetveer'. Schouwen betekent dus 'de plaats waar men zich liet schuiven, dat wil zeggen overzetten' oftewel 'nederzetting bij de veerpont'. Eerder bevond zich hier kennelijk een oversteekplaats over de Hunze of het Reitdiep. Mogelijk betrof dit het latere veer bij Roodehaan. De Abdij van Aduard was daarentegen eigenaar van het veer te Aduarderzijl. De reglementen van het Schouwerzijlvest dateren uit 1371 en 1458. De Schouwer zijlbrief van 1428 wordt ten onrechte aan dit zijlvest toegeschreven.
De sluis, die bijna vijf meter breed was, voerde het water uit het oostelijke deel van de Marne en het westelijke deel van het Halfambt. Daarvoor maakte men gebruik van de voormalige loop van de Hunze, die later verschillende namen heeft aangenomen: Kromme Raken, Hoornse Vaart en Broekstermaar. In de loop der jaren sloten ook de dorpen aan de noordkust zich bij het zijlvest aan. Aan de vertakkingen van de kanalen is te zien dat Kloosterburen, Wierhuizen en Pieterburen aanvankelijk een eigen uitwatering op het wad hadden. Saaxumhuizen en Westernieland maakten tot 1520 gebruik van de Hiddingezijl; toen die bij een stormvloed wegspoelde, werden ze in 1521 toegelaten tot het Schouwerzijlvest. Binnen het dorp is de sluis ten minste eenmaal verplaatst, hij lag eerst verder naar het zuiden. Via het Mensingeweerster- en Warfhuisterloopdiep ontstond er omstreeks 1660 een doorgaande vaarverbinding tussen Groningen en De Marne. Een dam bij Mensingeweer zorgde ervoor dat het waterpeil tussen het Schouwer- en het Winsumer- en Schaphalsterzijlvest gescheiden bleef.
Het Schouwerzijlvest bestond uit drie schepperijen: Huis ter Borch (ten zuiden van Warfhuizen), Oldeklooster en Huis ten Dijke (Pieterburen). Het had drie scheppers en zestien zijlrechters voor de dorpen Warfhuizen (2), Maarslagt, Mensingeweer, Lutkehuizen, Kloosterburen (2), Wehe, Wierhuizen, Eenrum (3), Pieterburen, Saaxumhuizen (2) en Westernieland. De abt van Oldeklooster fungeerde tot 1594 als overste schepper. 
Omdat het voorland bij de Houwerzijl steeds verder opslibde werd het Houwerzijlvest na 1717 min of meer gedwongen zich bij het Schouwerzijl aan te sluiten, zodat het grondgebied van het zijlvest verdubbelde. Tussen 1847 en 1853 werden verder overeenkomsten gesloten met de buitendijkse gebieden tussen Hornhuizen en Westernieland. In de jaren 1840 moet een nieuwe buitenhaven zijn aangelegd, althans in 1842 wordt gesproken over aan te leggen havenwerken en over het havengeld dat de schippers voortaan verschuldigd zouden zijn. In 1849 werd de houten kokerzijl vervangen door een open stenen zijl. Twee jaar later werd een nieuw waarhuis (zijlhuis) gebouwd naast de zijl, waar het zijlvest gedurende vijf jaar zitting hield; toen werd het zijlvest met een aantal andere zijlvesten samengevoegd tot het waterschap Hunsingo en werd het wapen daarvan in de gevel geplaatst. In 1918 is de zijl weer vernieuwd (in elk geval de sluisdeuren), getuige een gedenksteen in de sluis. De sluis bestaat nog steeds, maar heeft tegenwoordig geen functie meer. Het zijlhuis is aangemerkt als rijksmonument. Het huis heeft een opvallende gek op de schoorsteen: een witte paling, om aan te geven dat alleen de waarman vroeger het recht van vrije visvangst en -verkoop had. De paling wordt vaak (ten onrechte) voor een slang aangezien.

### Dorp
Rondom de zijl werden in de loop der tijd een aantal huizen gebouwd. Ook bevond zich hier vermoedelijk al een zijl- of waarhuis, dat tevens als herberg en vergaderplaats voor het bestuur fungeerde.  Er ontstond een bloeiend havenplaatsje dat voor de omliggende dorpen een centrumfunctie vervulde. Het grootste deel van het dorp behoorde tot het kerspel Warfhuizen, de rest tot Maarslag, dat sinds 1682 één kerkelijke gemeente vormde met Mensingeweer (nadat het eerder met Warfhuizen, daarna met Zuurdijk was gecombineerd). Ook was het dorp verdeeld tussen twee rechtstoelen, namelijk Warfhuizen en Obergum. 

### Molens
Schouwerzijl heeft enkele molens gehad. In 1616 is sprake van een standerdmolen bij het dorp, waar ook de boeren van Warfhuizen en Maarslag hun graan moesten laten malen. Net als veel andere molens zal deze molen zijn gesticht door het (Aduarder) klooster dat de grond in eigendom had. De molen werd midden 19e eeuw vervangen door een achtkante molen, die vrij snel erna alweer werd afgebroken. In 1841 werd daarnaast een pelmolen (achtkante bovenkruier) gebouwd; de korenmolen "De Hoop" die in 1903 werd afgebroken. Bij de oudste molen stond een sarrieshut, die later werd afgebroken en waaraan nog de straatnaam 'Sarriesweg' herinnert.

### Kerken en scholen
Schouwerzijl had aanvankelijk geen eigen kerk, de inwoners gingen in de naburige dorpen ter kerke. Een deel van de bevolking sloot zich echter aan bij de Doleantie. In de 1888 verrees een houten evangelisatiegebouwtje, dat kort daarna werd verplaatst, waarna in 1893 een eerste gereformeerde kerk werd gebouwd. Dit gebouw bleek al snel te klein. In 1902 werd een nieuw kerkgebouw aan de Zijlvestweg 2 neergezet met daarnaast een pastorie. De eerste kerk werd daarna gebruikt als verenigingsgebouw en in de jaren vijftig afgebroken. Een deel van de gemeente (146 van de 422 leden) sloot zich in december 1944 aan bij de Gereformeerde Kerken vrijgemaakt, waarbij men ook het kerkgebouw overnam. De synodaal gereformeerden maakten sinds 1949 gebruik van een houten kerkgebouw, totdat de kerkelijke gemeente in 1978 fuseerde met Eenrum, waar het voormalige kerkgebouw van de doopsgezinden werd aangekocht. De vrijgemaakte kerk sloot zijn deuren in 1986. Beide gebouwen zijn niet meer in gebruik als kerk.
Het dorp had ten minste in 1792 een eigen schoolmeester. De (latere) openbare school werd gesticht in 1816 en vernieuwd in 1848. In 1900 verrees een nieuwe openbare school met drie lokalen. De School met den Bijbel werd gesticht in 1906 en was direct een groot succes. De openbare school verloor hierdoor zoveel leerlingen dat hij in 1914 moest worden opgeheven. In 1961 verrees elders in het dorp een nieuwe christelijke school, die in 1971 zijn deuren moest sluiten.  In de voormalige openbare school werden drie woningen gebouwd, die later werden gesloopt. De beide andere schoolgebouwen zijn nog in gebruik als woning.

### Andere gebouwen
Schouwerzijl heeft ook een tolhuis gehad, waarvan het wapen later een plaats kreeg in het toenmalige gemeentehuis van Wehe-den Hoorn. In het pand aan de Zijlvestweg 17 was vroeger het dorpscafé gevestigd, op Zijlvestweg 27 een smederij en aan de Sarriesweg een bakkerij. Bij de zijl takt een doodlopende straat af, de Niesternweg, waarvan de naam afkomstig is van Frans Niestern, die in de 19e eeuw op nummer 12 een kleine scheepswerf had.
| 262                           | 232* | 229 | 263 | 269 | 210 | 130 | 100 | 96 | 90 |
| * excl. deel onder Warfhuizen |      |     |     |     |     |     |     |    |    |

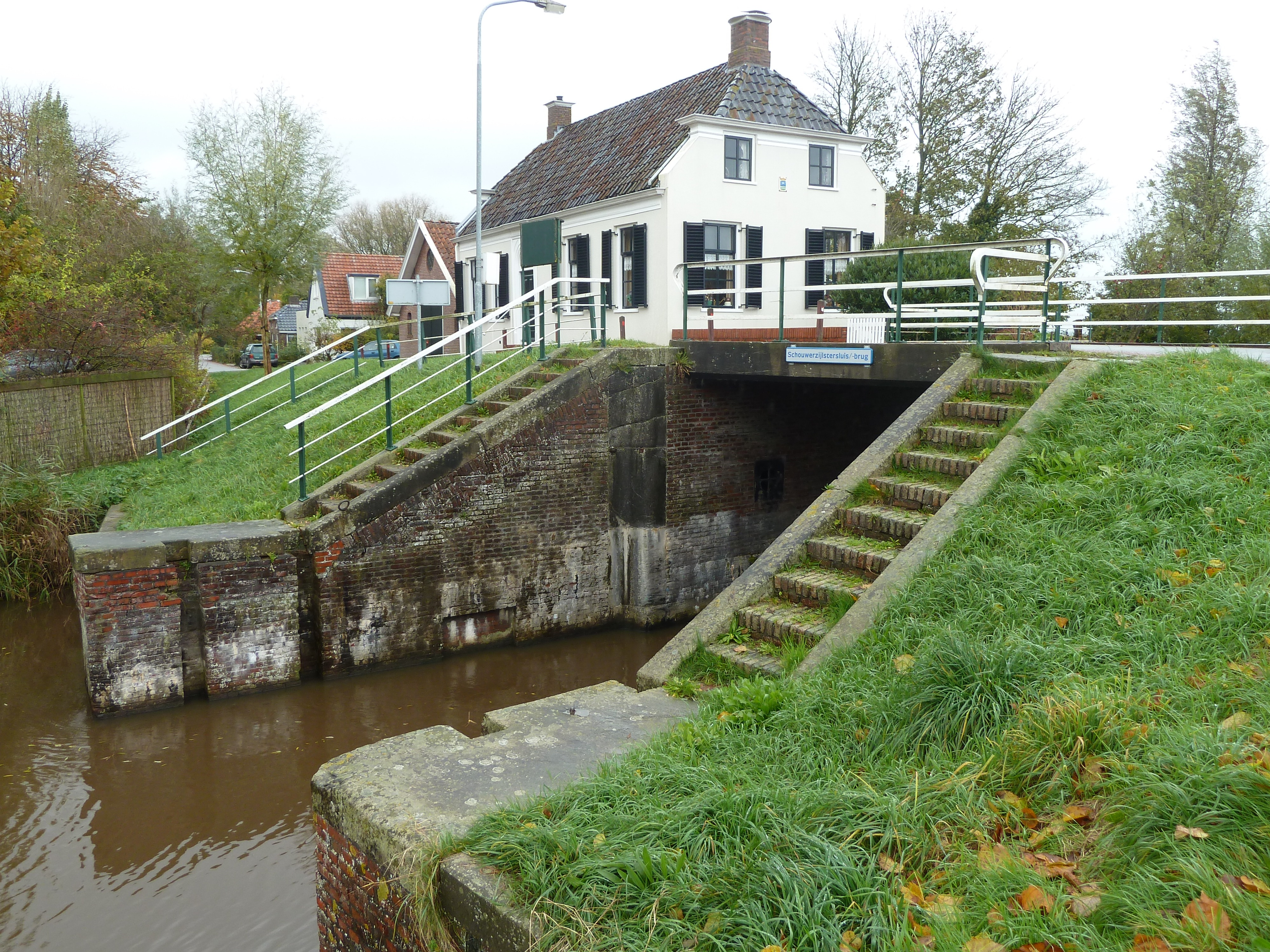
Zijl en zijlhuis
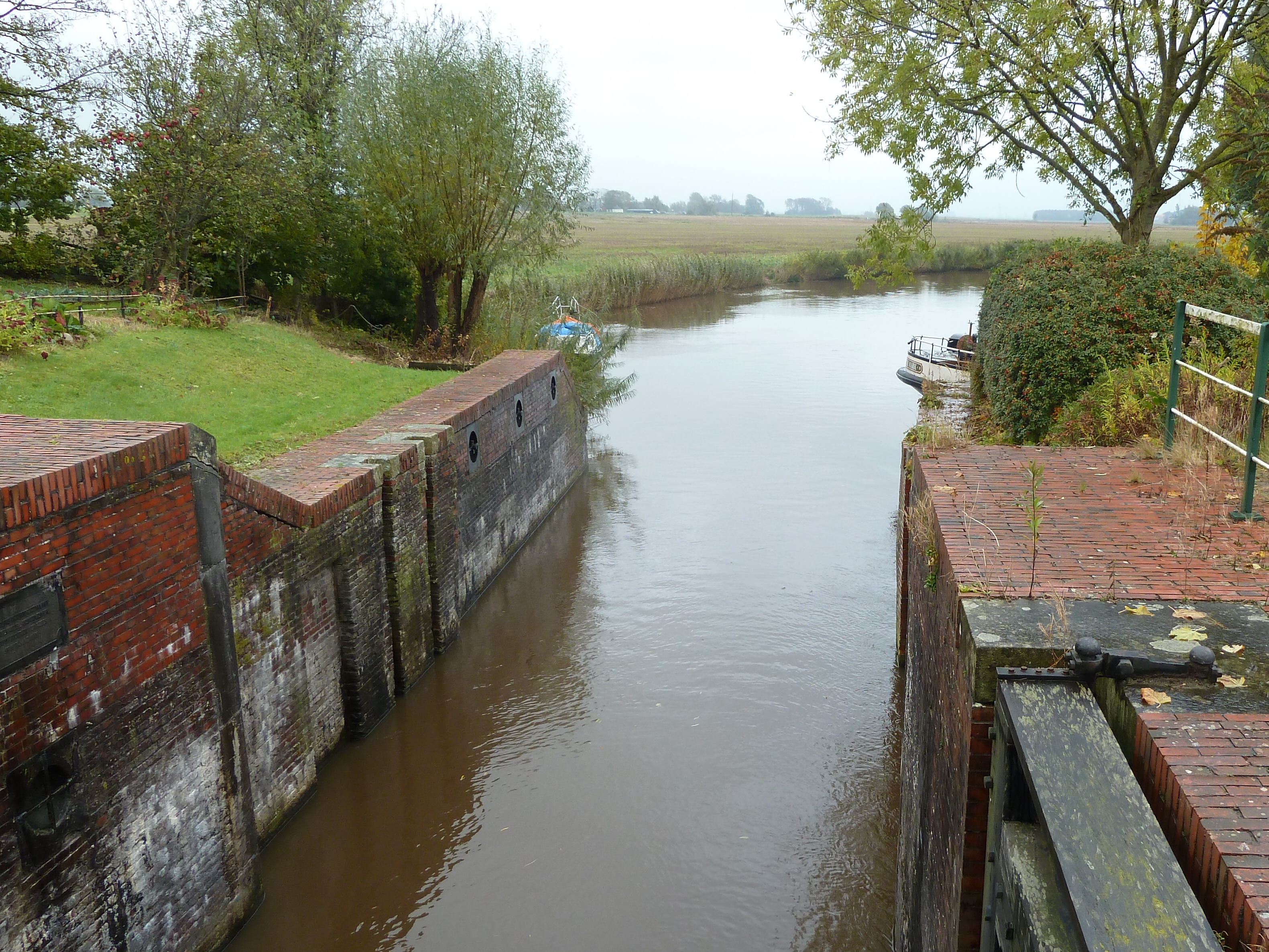
Uitzicht vanaf de zijl over de Kromme Raken richting het Reitdiep
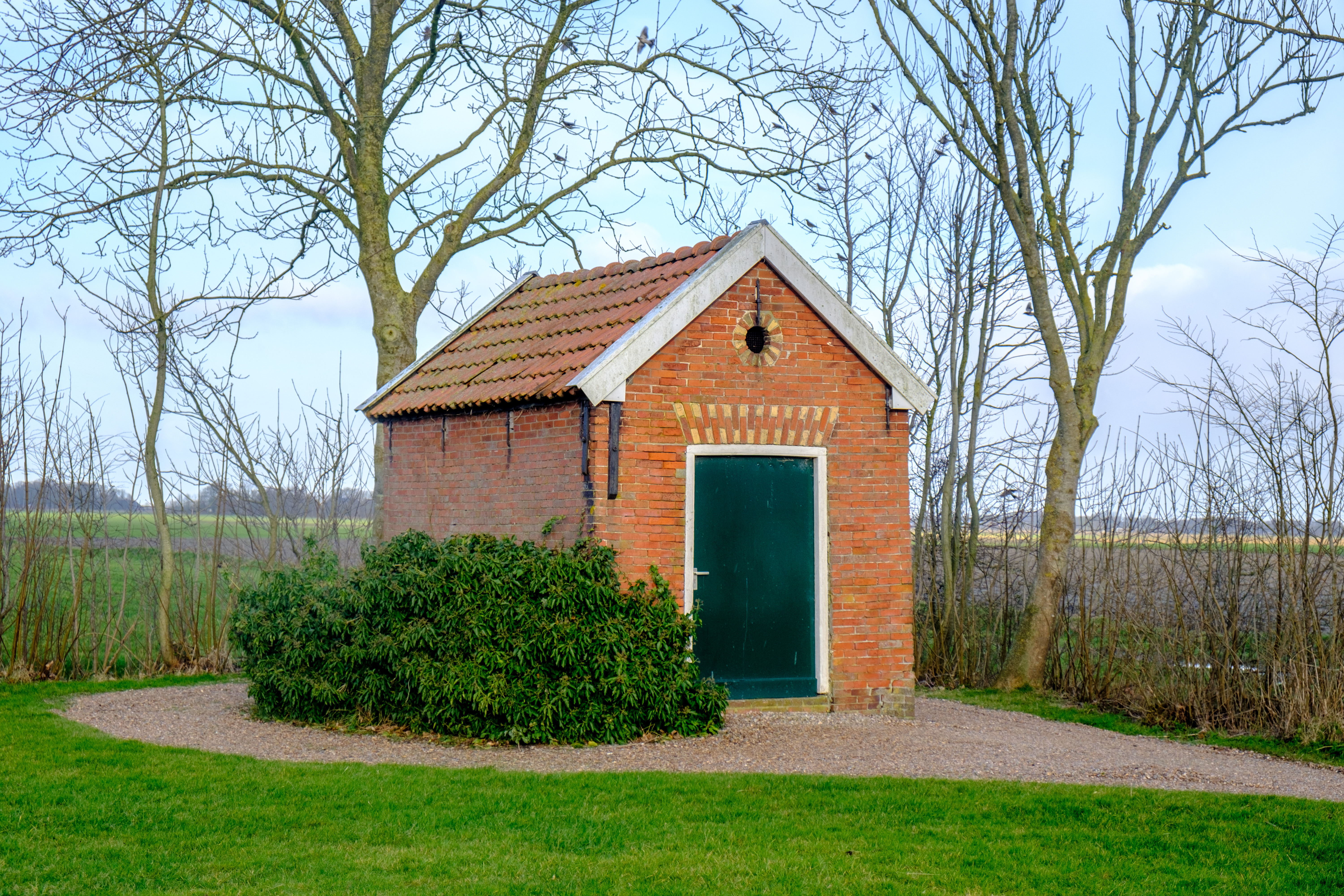
Baarhuisje uit 1892 op de begraafplaats van Schouwerzijl.

## Geboren
- Koos Poll, verzetsman en lid van Dienst Wim
- Jacob Waterbolk, burgemeester van Kloosterburen

## Varia
- In 1881 vond er een noodlottig scheepsongeval bij Schouwerzijl plaats.